# In Cold Blood (White Sea)
In Cold Blood è il primo album solista in studio della cantautrice statunitense White Sea, pubblicato il 19 maggio 2014. Rappresenta la definitiva ripresa della sua carriera solista, già accennata con l'EP This Frontier del 2010, dopo l'esperienza da tastierista e cantante con gli M83. 

## L'album
In Cold Blood è stato auto-prodotto con l'aiuto di Greg Kurstin e presenta anche una collaborazione con Mark Ronson. White Sea ha poi affidato a Crush Music e Songs Publishing la stampa e la distribuzione.
Dal punto di vista musicale, l'album presenta un pop elettronico elegante e insieme ballabile, influenzato dalla disco music degli Anni '70 e '80 e con un peculiare uso dei controcanti e dei vocalizzi. Dal punto di vista testuale, invece, l'album è frutto della rottura del fidanzamento tra Morgan Kibby e il suo ex, quindi la cantante lo ha descritto come un modo per purificarsi dal dolore.
Dall'album sono stati estratti tre singoli: They Don't Know, Future Husbands Past Lives e Prague; del primo e del terzo sono stati pubblicati dei videoclip. La promozione è avvenuta anche attraverso un tour con il gruppo neozelandese The Naked and Famous.
Il brano Warsaw è stato incluso nella colonna sonora del film del 2018 Il sole a mezzanotte - Midnight Sun.

## Tracce
Testi di Morgan Kibby.
1. They Don't Know – 4:20 (musica: Morgan Kibby, Ray Suen)
2. Prague – 4:01 (musica: Morgan Kibby)
3. Future Husbands Past Lives – 4:39 (musica: Morgan Kibby, Mark Ronson, Zachary Clark)
4. For My Love – 4:56 (musica: Morgan Kibby)
5. Warsaw – 3:56 (musica: Morgan Kibby)
6. Ex-Pat – 2:15 (musica: Morgan Kibby)
7. Small December – 4:05 (musica: Morgan Kibby)
8. NYC Loves You – 3:39 (musica: Morgan Kibby, Greg Kurstin)
9. Flash – 4:47 (musica: Morgan Kibby, Greg Kurstin)
10. It Will End in Disaster – 4:50 (musica: Morgan Kibby)

## Formazione
- Morgan Kibby: voce, produzione, sintetizzatore, pianoforte
- Justin Meldal-Johnsen: basso elettrico
- Lyle Workman: chitarra elettrica
- Denny Weston Jr.: batteria
- Joseph Trapanese: orchestrazioni virtuali
- Greg Kurstin: basso (traccia 8), programmazione (traccia 8), chitarra (traccia 9), pianoforte (traccia 9), tastiera (traccia 9), co-produzione (tracce 8 e 9), ingegneria del suono (tracce 8 e 9)
- Jason Lazarus: arrangiamenti aggiuntivi
- Claudius Mittendorfer: missaggio (dalla traccia 2 alla traccia 10)
- Michael Brauer: missaggio (traccia 1)
- Mike Schuppan: ingegneria del suono
- Todd Burke: registrazione
- Pete Lyman: mastering